# Pamprépios
Pamprépios (en grec ancien Παμπρέπιος, en latin Pamprepius) est un homme politique et un poète de la seconde moitié du Ve siècle, probablement né en Égypte, qui s'est rebellé contre l'empereur d'orient Zénon.
Selon la Souda, il est l'auteur de deux œuvres : les Isaurica (Ἰσαυρικὰ), un ouvrage en prose, et un Exposé d'étymologies (Ἐτυμολογιῶν ἀπόδοσις, en latin Etymologiarum expositio).

## Biographie
Pamprépios est un païen, né en Égypte, à Panopolis, près de Thèbes, le 29 septembre 440. Il est laid mais possède de grandes qualités intellectuelles. Il étudie la poésie, va probablement à l'école de Nonnus de Panopolis. Il devient célèbre pour ses poèmes et à l'âge de 33 ans, il quitte l’Égypte pour Athènes en Grèce. Il épouse une femme riche et devient professeur de grammaire (philologue). Il étudie la philosophie avec le philosophe néo-platonicien Proclus  qui a parmi ses étudiants le général romain Marcellinus et l'empereur romain d'occident Anthemius.
Il est protégé par Théagenes, un puissant citoyen d'Athènes, qui soutient aussi Proclus. Pamprépios compose un poème en son honneur bien qu'il entre en conflit avec lui plus tard et doit quitter Athènes rapidement.
Il arrive en mai 476 à Constantinople. Il se prétend magicien ou prophète et devient rapidement célèbre grâce à sa culture et à ses connaissances spirituelles. Il est présenté par l'officier Marsus, au magister militum Illus qui devient son protecteur, le faisant reconnaître comme professeur, lui envoyant des étudiants, lui obtenant un salaire public et le payant en plus sur ses deniers privés.
Pamprépios a une mauvaise réputation dans la capitale, il serait païen, userait de la divination et son pouvoir sur Illus, le puissant général, crée des jalousies à la cour. Illus lui obtient même le titre de patrice. Zénon ne supporte pas le protégé d'Illus qu'il fait bannir de la capitale lors d'un voyage du général.
Illus rejoint son protégé en l'Isaurie et refuse de revenir à Constantinople sans lui.
En 480, Illus réchappe à un attentat fomenté par l'impératrice Ariane avec une oreille en moins. Suivi de Pamprépios, il se retire à Nicée où il se fait soigner. Son assassin est exécuté.
Pamprépios conseille Illus et son influence sur le général est importante. Vers 483-484, lorsqu'Illus organise la conjuration de Léontios, Pamprépios est partie intégrante. En 485, Zénon envoie une armée contre les conjurés. Les rebelles perdent près de Séleucie d'Isaurie et se réfugient à Papyrius où ils sont bloqués. Trocondus tente de s'échapper mais est fait prisonnier et tué. Illus et Leontius, ignorants du destin de Trocondus et encouragés par Pamprépios qui leur assure du retour prochain de Trocondus et d'une victoire finale, résistent pendant trois ans. Lors de la quatrième année, la mort de Trocondus est découverte et Illus fait tuer Pamprépios pour calmer ses troupes en colère contre son conseiller. Le siège s'achève après la trahison du beau-frère de Trocondus et d'Illus, envoyé de Constantinople par Zénon. En 488, Illus et Léontius sont décapités et leurs têtes sont envoyées à l'empereur.
La religion d'Illus n'est pas connue, bien que Pamprépios soit païen. L'implication du poète dans cette révolte aurait été une tentative de restaurer le paganisme dans l'empire. Les preuves de cette tentative sont rares. Il est certain que la communauté païenne d'Alexandrie est persécutée par Zénon car ils sont suspects de soutenir la rébellion d'Illus. Un païen converti, Paralius, écrit une lettre à ses anciens coreligionnaires dans laquelle il rappelle combien ils ont prié et sacrifié pour le succès de la révolte d'Illus et de Pamprépios contre Zénon, et combien d'oracles soutenaient une future victoire des conjurés, bien qu'à la fin le Christianisme ait gagné.

### Sources antiques
- (en + grc) Souda (lire en ligne), articles « Pamprepois » (numéros Adler : pi, 136 [lire en ligne] et pi, 137 [lire en ligne]).
- Photios, Bibliothèque, notices 79 (consacrée à l’Histoire de Candidus) et 242 (consacrée à la Vie d'Isidore de Damascios). [lire en ligne].

### Sources modernes
- (en) William Smith (dir.), Dictionary of Greek and Roman Biography and Mythology, 1867, « article Pamprepius » [lire en ligne].
- Gregory Nagy, Greek Literature, Routledge, 2001,  (ISBN 0-415-93770-1), pp. 473, 481.
- Edward Watts, City and School in Late Antique Athens and Alexandria, University of California Press, 2008,  (ISBN 0-520-25816-9), p. 119-120.

- (en) Cet article est partiellement ou en totalité issu de l’article de Wikipédia en anglais intitulé « Pamprepius » (voir la liste des auteurs).